# Manus Christi
Die Namen Manus Christi und Palma Christi (Christushand) wurden seit dem Spätmittelalter in botanischen und pharmakologischen Werken verwendet
1. zur Bezeichnung des Wunderbaums (Ricinus communis),
2. zur Bezeichnung von handtellerförmigen Orchideenwurzeln und
3. zur Bezeichnung von Arzneizubereitungen (etwa Rotulae sacchari), die als Zuckerverreibungen hergestellt wurden.

Wichtiger Bestandteil dieser Zuckerverreibungen waren die sogenannten Flores cordiales (Herzblüten) bzw. Flores cardinales.
Als Flores cordiales bzw. Flores cardinales wurden seit der frühen Neuzeit die Blüten vom Borretsch (Flores Borraginis), die Blüten der Gemeinen Ochsenzunge (Flores Buglossae), die Blüten von Duftveilchen (Flores Violarum) und die Blüten von Rosen (Flores Rosarum) bezeichnet. Nach der Wiener Pharmacopoe von 1570 zählten dazu auch die Blüten der Melisse (Flores melissae).
Die vom 18. bis 20. Jahrhundert Elaeosacchara genannten Arzneizubereitungen leiten sich von den Manus Christi genannten Zuckerverreibungen ab.
| Bezeichnung                                         | Zusammensetzung                     | Wirkung / Indikationen                                | Aus der Säftelehre abgeleitete Qualitäten                                                                             | Quellen |
| --------------------------------------------------- | ----------------------------------- | ----------------------------------------------------- | --- | --- |
| Manus Christi simplex = Zuccarum rosatum in tabulis | Rosen-Wasser (Destillat) und Zucker | Stärkt und kühlt das Herz und alle inneren Organe     | Zucker. Warm im ersten und feucht im zweiten Grad. Rosen. Kalt im ersten und trocken im Ende des zweiten Grades.      | Ibn Butlan. Taqwim es-sihha. Tacuinum sanitatis in medicina. Constantinus africanus. Liber de gradibus simplicium = Übersetzung von Liber de gradibus simplicium des Ibn al-Dschazzar. Druck. Opera. Basel 1536, S. 344 (Digitalisat). Hieronymus Brunschwig. Liber de arte distillandi de compositis. Basel 1512, Blatt 151r-151v (Digitalisat). |
| Manus Christi boraginatus                           | Borretsch-Wasser ………. und Zucker    | Trauer und Schwermut, Herzzittern, Räude und Aussatz  | Borretsch. Warm und feucht im ersten Grad.                                                                            | Constantinus africanus. Druck Basel 1536, S. 348 (Digitalisat). Brunschwig 1512, Blatt 151v. |
| Manus Christi buglossatus                           | Ochsenzungen-Wasser und Zucker      | Stärkt das Herz getemperiert                          | Ochsenzungen. Warm und feucht im ersten Grad. Treibt melancholische Cholera aus bei melancholisch-unsinnigen Menschen | Avicenna. De viribus cordis. Ausgabe Alpago 1556, S. 564r: Lingua bovis (Digitalisat). Brunschwig 1512, Blatt 151v. |
| Manus Christi violatus                              | Veilchen-Wasser ………… und Zucker     | Gut bei großer Schwäche und Ohnmacht mit Austrocknung | Veilchen. Kalt im Ende des ersten und feucht im Anfang des zweiten Grades.                                            | Constantinus africanus. Druck Basel 1536, S. 344 (Digitalisat). Brunschwig 1512, Blatt 151v. |

Eine Variante der Christushände wurde aus Moschus und Zucker zubereitet. Sie sollte Herz und Hirn stärken und dem Gedächtnis nutzen. Besonders kostbare Versionen waren „Manus Christi boraginatum aureum (M. C. mit Blattgold)“, „Rotulae sacchari“, „Manus Christi perlata (M. C. mit Perlmutt)“ sowie „Manus Christi de lapidibus preciosis (M. C. mit Edelsteinen)“.